# André Bratten
André Bratten (9 ottobre 1987) è un disc jockey e produttore discografico norvegese.
Il suo secondo album, Gode, contiene una collaborazione con Susanne Sundfør nel brano Cascade of Events. L'album ha inoltre vinto uno Spellemannprisen, ossia un Grammy norvegese, nella categoria "Miglior Album Elettronico/Dance" del 2015.

## Discografia
Album in studio
- 2013 - Be a Man You Ant
- 2015 - Gode
- 2019 - Pax Americana

EP
- 2015 - Math Ilium Ion

Compilation
- 2015 - Megamiks Volum 1